# Planche de Tychonoff
En mathématiques, la planche de Tychonoff — nommée d'après Andreï Nikolaïevitch Tikhonov — est un espace topologique utilisé comme contre-exemple. C'est le produit [0, ω1]×[0, ω] de deux espaces topologiques associés à des ordinaux, où ω désigne le premier ordinal infini et ω1 le premier ordinal non dénombrable.
La planche de Tychonoff épointée est le sous-espace obtenu en enlevant le point ∞ = (ω1, ω). C'est un espace non normal, bien que localement compact donc complètement régulier.
Par conséquent, la planche de Tychonoff n'est pas complètement normale ; c'est pourtant un espace compact donc normal.
La planche de Tychonoff n'est pas parfaitement normale (puisqu'elle n'est pas complètement normale, ou encore, puisque le singleton {∞} est fermé mais n'est pas un Gδ).